# 앨리스 프리먼 팔머
앨리스 프리먼 파머(Alice Freeman Palmer, 본명: 앨리스 엘비라 프리먼, 1855년 2월 21일 ~ 1902년 12월 6일)는 미국의 교육자이다. 앨리스 프리먼으로서, 1881년부터 1887년까지 웰즐리 칼리지의 총장을 역임했으며, 하버드 교수 조지 허버트 파머와 결혼하기 위해 총장직을 떠났다. 1892년부터 1895년까지 신설된 시카고 대학교의 여성 학장이었다.
그녀는 여성의 대학 교육을 지지했으며, 개선된 대학 준비, 후원, 공개 강연, 그리고 여러 교육 기관에서의 역할을 통해 여성의 대학 진학 기회를 향상시켰다. 그녀는 나중에 미국 대학 여성 협회가 된 대학 졸업생 협회의 공동 설립자이자 회장이었다. 그녀는 위대한 미국인 명예의 전당에 헌액되었다.
그녀는 여성들에게 스스로를 부양해야 할 필요가 있을 때 필요한 기술을 갖추기 위해 대학 교육을 받을 것을 촉구했다. 그녀는 19세기 신여성의 모델로 여겨진다.

## 어린 시절
앨리스 엘비라 프리먼은 콜스빌 (뉴욕주)에서 엘리자베스 조세핀 히글리(Elizabeth Josephine Higley)와 제임스 워렌 프리먼(James Warren Freeman)의 네 자녀 중 장녀로 태어났다. 아버지로부터 그녀는 키와 머리카락의 붉은 하이라이트뿐만 아니라 "도덕적 아름다움"을 물려받았다. 파머는 어린 시절 어머니와 특히 가까웠는데, 부분적으로는 어머니가 그녀를 낳았을 때 겨우 17살이었고, 또한 어린 동생들을 돌보고 집안일을 하는 데 공동의 책임이 있었기 때문이다. 엘리자베스는 아동과 여성 권리 및 건강 관리, 그리고 금주 운동의 옹호자였다. 초기에는 농부였던 그녀의 아버지는 개혁 운동을 통해서가 아니라 사람들의 삶에 직접적인 변화를 주는 데 관심이 있었고, 교육과 과학에 대한 자신의 관심을 딸과 공유했다.

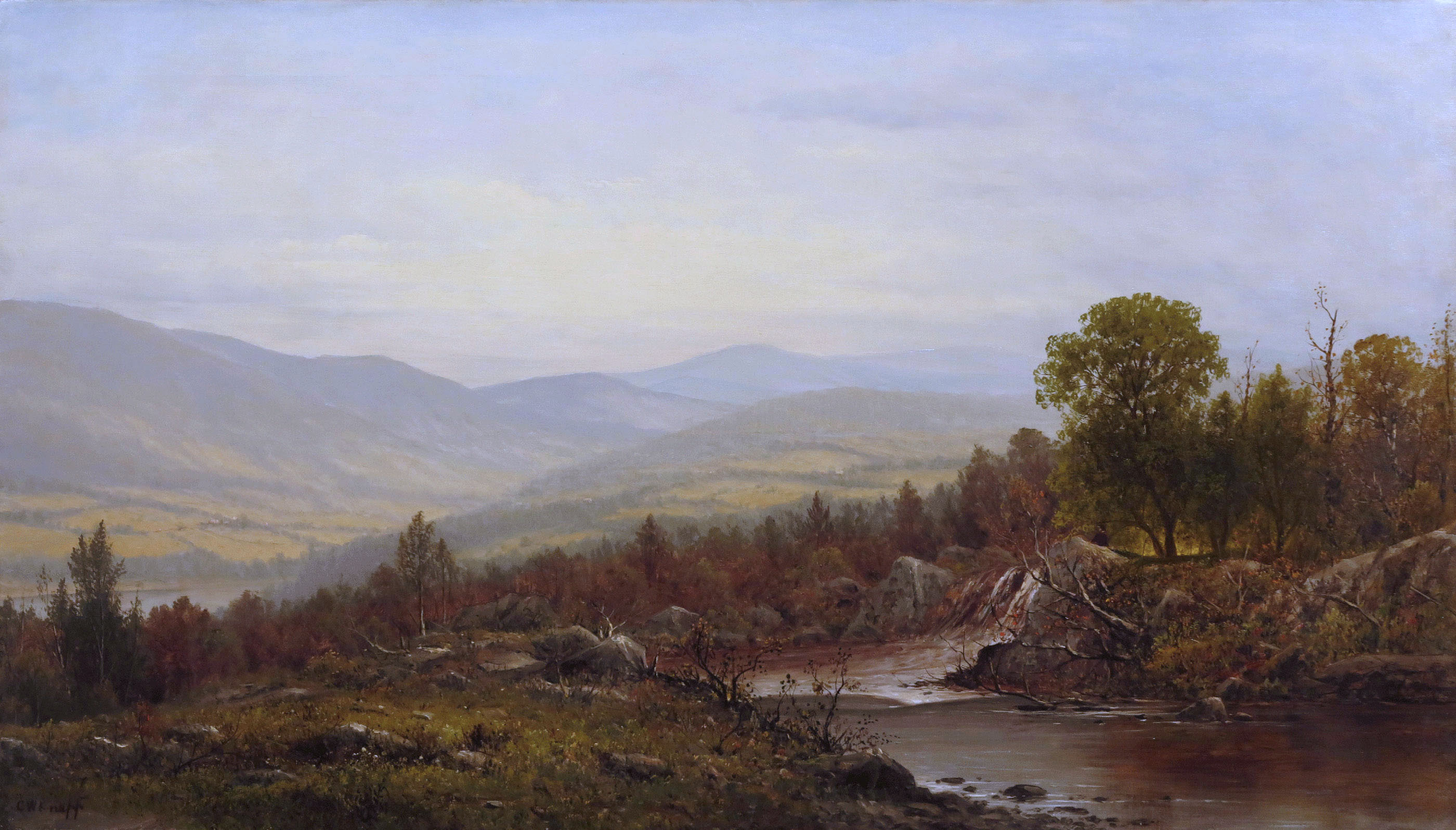
찰스 윌슨 내프, 서스쿼해나 계곡의 풍경

그녀의 부모님은 모두 뉴욕 남부 서스쿼해나 계곡의 초기 정착민이자 주요 토지 소유자였다.
 그들은 농업과 벌목에 관심을 가졌다.

앨리스 프리먼 파머, 1860년경 다섯 살

세 살 때, 그녀는 스스로 글을 읽는 법을 배웠고 평생 즐기게 될 소리 내어 읽기를 시작했다. 그녀의 아버지는 1861년에 올버니 의과 대학에 입학하여 1864년에 졸업했는데, 이는 아버지가 집을 비울 때 어머니에게 농장을 관리하는 추가적인 부담을 주었다. 그 기간 동안 그녀는 시골 지역 학교에 다녔다. 아버지가 돌아온 후, 그녀가 여섯 살이 되었을 때, 가족은 윈저 (뉴욕주)에 있는 임대 주택으로 이사했다 그리고 아버지는 그 도시에서 의료 개업을 시작했다. 그녀가 열 살이 되었을 때, 그녀는 고향의 남녀 공학인 윈저 아카데미에 다니기 시작했다.
그녀는 예일 대학교 학생인 토머스 바클리(Thomas Barclay)를 고향에서 만났는데, 그는 학비 마련을 위해 교사로 일하고 있었다. 그는 그녀의 지적 호기심을 장려하고 그녀의 멘토 역할을 했다. 그들은 가까워졌고 그녀가 14살 때 약혼했지만, 1871년 2월에 약혼을 파기했다.
그녀는 "지식을 얻고 균형 잡힌 인격을 형성하려는 본성의 힘에 의해 열정적이고 야심찬 학생"으로 묘사되었다. 파머는 지역 웅변 대회에서 작문과 발표로 상을 받았다. 그녀는 애나 엘리자베스 디킨슨의 강연에 영감을 받았고, 겨울 코트조차 없던 시기에 대학 학비 일부를 기부하며 지역사회 봉사에 참여했다. 그녀는 아카데미 졸업반 시절 장로교회 회원이 되었는데, 이는 예상되는 행동이면서 동시에 개인적인 헌신의 표현이기도 했다.
전기 작가 루스 비르기타 앤더슨 보딘은 파머가 바클리와의 관계, 웅변가 애나 디킨슨으로부터 받은 영감, 그리고 가족의 재정적 불확실성을 경험한 것이 대학 교육을 받도록 영향을 미쳤다고 말한다. 파머는 나중에 대학 교육을 받는 것이 "소녀를 위한 생명 보험"이라고 말했는데, 만약 그녀가 스스로 재정적으로 부양해야 할 경우를 대비해서였다. 그녀의 부모는 한 명의 자녀, 즉 아들 한 명만 대학에 보낼 재정적 여유가 없었다. 따라서 그들은 파머가 오빠와 다른 형제들도 대학에 갈 수 있도록 재정 지원을 한다는 조건으로 학비 지원에 동의했다.

## 교육

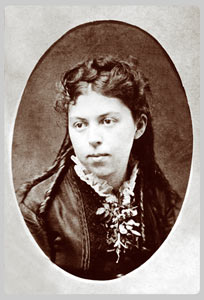
앨리스 프리먼 파머, 1876년, 미시간 대학교 재학 중

1870년에 미시간 대학교는 여성을 입학시키기 시작했다. 파머는 1872년에 당시 미국에서 가장 큰 대학이었던 미시간 대학교에서 입학 시험을 치렀고, 일부 분야에서 부족함이 있는 것으로 나타났다. 그녀는 대학의 총장이자 등록관인 제임스 B. 앤젤에게 강한 인상을 주었다. 그녀는 부족한 과목 내용을 보충해야 한다는 조건으로 입학 허가를 받았고, 그녀는 2학년이 되기 전에 이를 이수했다.
제임스는 1873년 투기적인 광산 사업에 투자했으나 실패로 인해 농장과 소유물을 잃었다. 그리고 파머에게 집으로 돌아오라고 요청했다. 대신, 그녀는 교수들의 도움으로 오타와 (일리노이주)에서 그리스어 및 라틴어 교사직을 얻었다. 이 계약에 따라 그녀는 3학년 학생으로서 학업을 계속할 수 있었다. 그 이후부터 그녀는 자신을 부양했다.
파머는 학급 수석이 되었고 학생 기독교 협회 회원이었다. 그녀는 1876년 졸업식에서 "과학과 시의 갈등"에 대해 연설했다.

## 경력

### 초기 활동
미시간 대학교를 졸업한 후, 그녀는 위스콘신주 제네바에 있는 사립 기숙학교에서 한 학년 동안 가르쳤다. 1877년부터 그녀는 이스트 새기노 (미시간주)의 고등학교 교장이었다. 그녀의 아버지는 1877년에 파산했다 그리고 앨리스는 그의 빚을 떠맡고 가족을 새기노의 임대 주택으로 옮겼는데, 그 집은 그녀의 교장 월급과 어머니가 하숙생들로부터 벌어들인 수입으로 지불되었다. 그녀의 아버지는 그 도시에서 궁극적으로 성공적인 개업을 시작했다. 그녀는 19살 이후로 너무 열심히 일한 탓에 건강이 나빠지기 시작했다.

### 웰즐리 칼리지

에블린 베아트리체 롱맨, 앨리스 프리먼 파머 흉상, 1920년, 위대한 미국인 명예의 전당

웰즐리 칼리지의 설립자 헨리 포울 듀랜트(Henry Fowle Durant)는 파머에게 수학과 그리스어 교사직을 제안했다. 그녀는 여동생의 건강 상태가 위독하여 이 제안들을 받아들이지 않았다. 그녀는 1879년에 세 번째 역사 교수직 제안을 수락했다. 같은 해 말, 그녀의 여동생 에스텔이 병에 걸려 사망했다.
1881년 10월, 그녀는 웰즐리 대학교의 총장 대행으로 임명되었다. 듀랜트가 사망하자, 26세의 파머는 에이다 하워드를 계승하여 총장으로 선출되었는데, 하워드는 전국적으로 알려진 대학의 첫 여성 총장이었다. 파머는 웰즐리 대학교의 학업 프로그램을 개선했다. 파머는 "기독교 가정 생활에 전념하던 초창기 학교를 미국 최고의 여성 대학 중 하나로 탈바꿈시켰다." 그녀는 학업 커리큘럼을 개선하고, 학교 입학 기준을 높였으며, 대학 입학 준비를 위한 15개의 "예비 학교"를 설립하고, 저명한 교수진을 초빙했다. 그녀는 교육이 여성의 여성성이나 건강에 영향을 미칠 것이라는 지배적인 의견에 맞서 교육받은 여성의 이미지를 개선했다.
그녀가 시행한 "코티지 시스템"은 교수진과 학생들을 작은 주택에서 함께 모이게 했다. 그녀는 학생 및 직원들과 개인적으로 교류했으며, 그녀와 가장 가까웠던 사람들은 그녀에게 "공주님"이라는 별명을 붙여주었다. 총장 재임 기간 동안 그녀는 "약한 폐"로 인해 상당히 아팠으며, 6개월밖에 살 수 없을 것이라는 말을 들었다. 그녀는 요양을 위해 프랑스 남부로 여행하라는 조언을 받았다. 그녀는 1887년 6월 웰즐리 대학교에서 은퇴했다.
파머는 1882년 미시간 대학교에서 명예 박사 학위를, 1887년 콜롬비아 대학교에서 명예 인문학 박사 학위를 받았다.

### 대중 연설가 및 옹호자

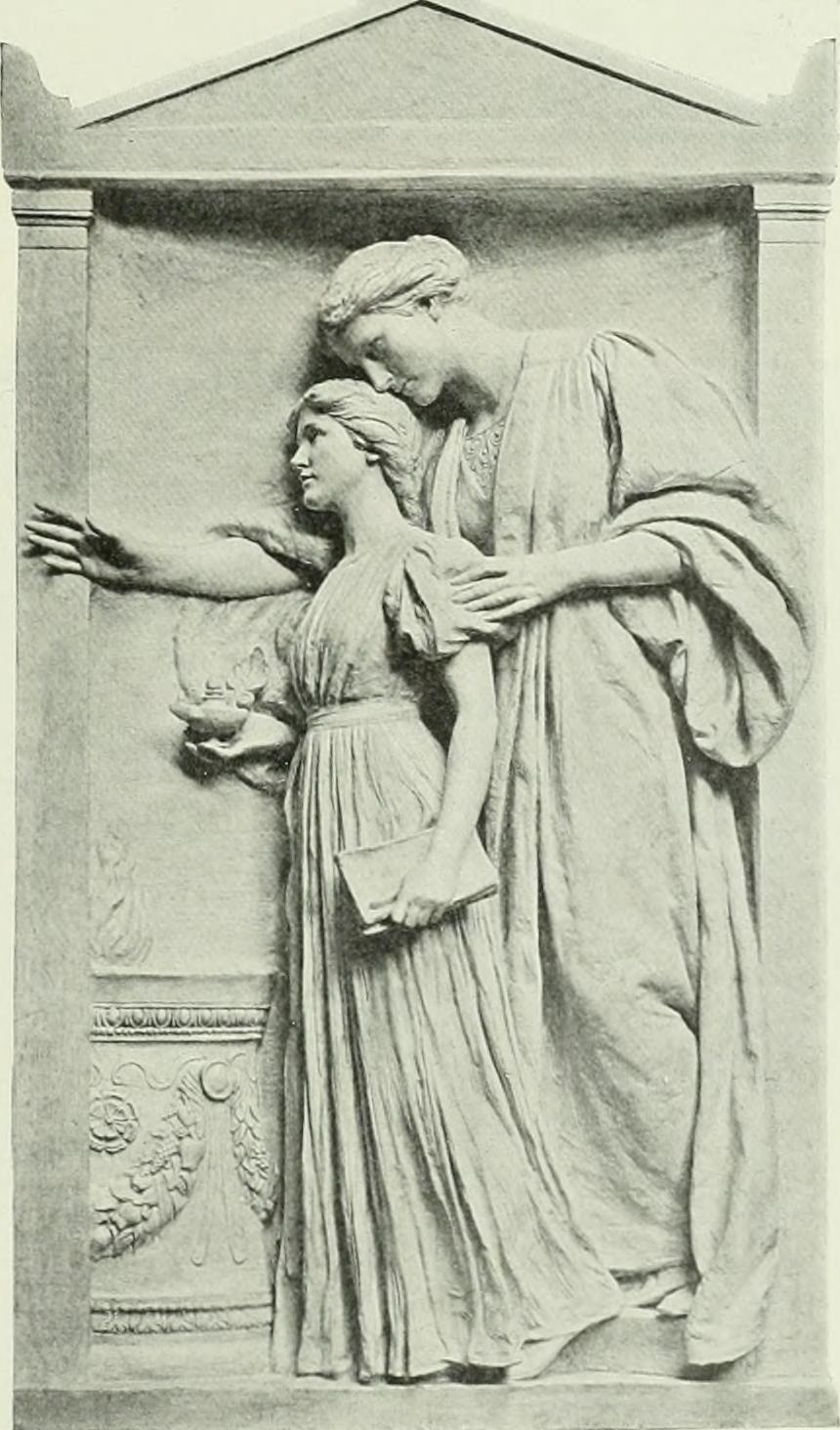
대니얼 체스터 프렌치, 앨리스 프리먼 파머 기념비, 하우튼 채플, 웰즐리 칼리지

그녀는 여성 대학 교육의 발전과 교육받은 여성의 이미지에서 선구자였다. 전국적인 인물로서 그녀는 자신을 신여성으로 묘사했고, 특히 보스턴에서는 "여성 교육 증진에 헌신하는 존경받고 재정적으로 독립적인 성공적인 학자 여성"으로 여겨졌다. 그녀는 잡지와 뉴스 기사에 실렸고 대중 연설 요청을 받았다. 웰즐리에서 은퇴한 후에도 그녀는 주요 잡지에 기사를 썼다.
그녀는 대학 여성들의 봉사 기회를 늘리기 위해 여러 길에서 성실하게 일했으며, 모든 분야에서 리더십과 학문적 역량을 지닌 이들을 발전시키도록 선택하여, 그들 스스로 다른 이들을 위한 새롭고 더 큰 기회를 창출하도록 했다.— 미국 대학 여성 협회

1881년, 파머는 나중에 미국 대학 여성 협회가 된 대학 졸업생 협회를 공동 설립했다. 그녀는 1885년부터 1887년까지, 그리고 1889년부터 1890년까지 회장으로 재임했다.
1887년부터 1889년까지 파머는 여성 고등 교육에 대해 강연했다. 시카고 대학교에서 근무한 후에도 그녀는 여성 교육을 위해 계속해서 강연하고 옹호했다. 그녀는 매사추세츠 교육 위원회에 임명되었다. 파머는 많은 단체의 이사였으며 교육 문제 해결을 위해 노력했다. 그녀는 한 젊은 여성이 유색인종이라는 이유로 입학이 거부된 사실을 알게 되자 해당 대학의 이사직을 사임했다. 파머가 사임한 직후 학교는 정책을 수정했다. 1893년에는 시카고에서 열린 세계 박람회의 여성관 조직을 도왔다.
파머는 1895년 유니온 칼리지와 위스콘신 대학교에서 명예 법학 박사 학위를 받았다.
그녀는 1889년부터 1902년까지 매사추세츠 주 교육 위원회 위원이었고, 1891년부터 1901년까지 보스턴 여성 교육 협회 회장이었다. 그녀는 대학 졸업생 협회 사무총장, 여성 과학 연구 촉진 협회의 최고 경영자 중 한 명, 스페인 국제 여학생 학교 회장이었다.

### 시카고 대학교
1892년, 파머는 새로 설립된 시카고 대학교 총장의 제안을 받아들여 여성학부 또는 단과대학 및 대학원의 비상주 학장이 되었다. 그녀의 남편도 직책 제안을 받았지만, 그는 케임브리지에 머물기로 결정했다.
그녀는 학년의 3분의 1 동안 현장에 있어야 했다. 그녀의 사무실 목표는 학생들이 교육 과정을 계획하도록 돕고 대학과 학생들 사이에 사회적 관계를 형성하는 것이었다. 여성 학부장으로 재직하는 동안 그녀는 학교의 여학생 비율을 24%에서 48%로 두 배로 늘렸는데, 이는 주로 남성 교수진의 반발을 불러일으켰다. 교수진과 직원들의 반응에 낙담하여 그녀는 1895년에 사임했다.

## 개인 생활

앤 휘트니, 조지 H. 파머 부조, 1896년, 데이비스 박물관, 웰즐리 칼리지

그녀는 미시간 대학교 재학 중과 경력을 시작하면서 여러 구혼자들이 있었지만, 안정된 직업과 충분한 수입을 얻을 때까지 결혼을 미뤘다. 파머는 또한 신여성의 전형으로 여겨졌기 때문에 일부 사람들은 그녀가 독립적인 미혼 여성으로 남는 것을 만족해했다. 웰즐리에 재직하는 동안 그녀는 하버드 대학교에서 가르치던 미래의 남편 조지 허버트 파머를 만났다. 그녀는 조지와 결혼하기로 약혼했고 1887년 6월 웰즐리 칼리지에서 사임했는데, 부분적으로는 건강 악화 때문이었다. 그녀는 결핵 초기 증상이 있었고 지쳐 있었다. 새 남편 또한 그녀가 이미 대학 개선에 큰 진전을 이루었다고 생각했다. 그녀는 회복을 위해 휴식을 취했다.
앨리스와 조지는 1887년 12월 23일에 결혼했다 그리고 그녀는 여성 고등 공공 교육에 대한 공개 연설을 시작했다. 그들은 "동지애적인 결혼"을 했다. 그들은 둘 다 각자의 직업을 추구했고, 조지는 특히 그녀가 일리노이 대학교에서 근무할 때 가정을 관리하는 데 기여했다.
남편의 복스포드 (매사추세츠주) 집에서 여름을 보내는 동안, 그녀는 지역을 탐험하고, 바느질하고, 새를 관찰하고, 사진을 찍기 시작했다. 그들은 조지의 안식년 세 번 동안 유럽으로 긴 여행을 떠났고, 그 동안 그들은 좋아하는 도시에서 살고 자전거로 시골을 여행했다. 그녀는 아름다운 시를 많이 지었는데, 그 중 일부는 『앨리스 프리먼 파머의 삶』(Life of Alice Freeman Palmer)과 『결혼 주기』(A Marriage Cycle)에 실려 있다. 1901년, 그녀는 찬송가 "How sweet and silent is the place (Holy Communion)"를 썼다.
1902년 12월, 파머 부부가 안식년을 맞아 파리 (프랑스)에 있을 때, 그녀는 장폐색을 제거하는 수술이 필요한 통증을 호소했다.

## 사망
수술 후 회복 중이던 앨리스 파머는 심장마비로 사망했다. 그녀의 삶은 1903년 하버드 대학교에서 그녀가 알고 지내던 대학 총장들과 다른 저명한 학계 인사들이 참석한 추모식에서 기려졌다.
그녀의 남편 조지 허버트 파머는 1909년까지 그녀의 유골을 보관하다가, 웰즐리 칼리지의 하우튼 채플에 조각가 대니얼 체스터 프렌치가 기념비를 세웠다. 그의 요청에 따라 조지의 유골은 1933년에 아내의 유골 옆에 안장되었다.

## 사후 기념

1905년 샬럿 호킨스 브라운이 1902년에 설립하고 파머를 기리기 위해 명명한 앨리스 프리먼 파머 연구소의 학생들

앨리스 파머 빌딩, 파머 기념 연구소, 1922년 건설

앨리스 프리먼 파머 연구소는 일반적으로 파머 기념 연구소로 불리며, 1902년 노스캐롤라이나주 세달리아에 아프리카계 미국인 학생들을 위해 샬럿 호킨스 브라운에 의해 설립되었는데, 그녀는 파머의 후원과 멘토링을 받아 교육을 받았다. 브라운은 학교 기금 모금 중 파머가 사망하기 직전에 그녀를 만났다. 이 연구소는 12월에 파머가 사망한 후 그녀의 이름을 따서 명명되었다. 1922년, 학교는 강당, 도서관, 교실, 사무실을 갖춘 앨리스 파머 빌딩을 건설했다. 또한 미술 명작 복제품 컬렉션도 보유했는데, 이는 아프리카계 미국인을 위한 남부 최초의 학교였다. 1971년에 화재로 소실되었다.
1908년, AAUW 최초의 기금이 파머를 기리기 위해 여성들의 대학 진학, 연구 수행, 박사 학위 논문 작성을 돕기 위해 조성되었다.
1920년, 앨리스 프리먼 파머는 위대한 미국인 명예의 전당에 선출되었다.
1921년, 휘티어 칼리지는 그녀의 이름을 딴 새로운 여성 문학회를 창설했다. 이 대학의 목표는 제1차 세계 대전 초기에 휘티어 칼리지에서 사라졌던 여성 문학 단체를 다시 활성화시키는 것이었다. 풀러턴 주니어 칼리지에서 편입한 제서민 웨스트와 친구들은 19세기 후반 여성 고등 교육의 확고한 옹호자로서 그녀의 명성 때문에 앨리스 프리먼 파머의 이름을 따서 단체 이름을 짓기 위해 광범위하게 조사하고 로비를 벌였다고 한다. 초기에는 파머 학회는 학교의 지역 라이벌인 옥시덴털 칼리지와 함께 희곡을 읽고 공연하는 대학 간 학회였다. 오늘날 파머 학회의 목표는 여전히 "미국 여성성의 최고 이상에 도달하는 것"이다.
틀:Libship honor

## 더 읽어보기
- Britannica (January 2008). “Palmer, Alice Elvira Freeman”. 《Britannica Biographies》.
- Kenschaft, Lori J. (2005). 《Reinventing Marriage: The Love and Work of Alice Freeman Palmer and George Herbert Palmer》. University of Illinois Press. ISBN 978-0-252-03000-0.
- Palmer, Alice Freeman; George Herbert Palmer (1940). 《An Academic Courtship: Letters of Alice Freeman and George Herbert Palmer, 1886–1887》. Harvard University Press.
- Palmer, George Herbert (1908). 《The Life of Alice Freeman Palmer》. Boston: Houghton, Mifflin and Co.; Cambridge: Riverside Press.
- George Herbert Palmer; Palmer, Alice Freeman (1908). 《The Teacher: Essays and Addresses on Education》. Boston: Houghton Mifflin.
- Schwartz, R. (February 2000). “Palmer, Alice Elvira Freeman”. 《American National Biography Online》.